# Diaperoeciidae
Diaperoeciidae zijn een familie van mosdiertjes (Bryozoa) uit de orde van de Cyclostomatida.

## Geslachten
- Desmediaperoecia Canu & Bassler, 1920
- Diaperoecia Canu, 1918
- Nevianipora Borg, 1944
- Spiritopora Taylor & Gordon, 2003
- Ybselosoecia Canu & Lecointre, 1933  †